# Marijke van Warmerdam
Pour les articles homonymes, voir Warmerdam.
Marijke van Warmerdam, née le 12 mars 1959 à Nieuwer-Amstel (Pays-Bas), est une artiste photographe, installatrice et vidéaste néerlandaise,.

## Expositions personnelles
- 2017 : Light, RLWindow, Ryan Lee Gallery, New York.
- 2017 : Overlap, Galleri Riis, Oslo.
- 2014 : Licht und Lösung, Staatliche Akademie der Bildenden Künste, Karlsruhe.
- 2014 : Marijke van Warmerdam-Nahebei in der Ferne Kunsthalle Düsseldorf, Düsseldorf.
- 2014 : Time is ticking Musée de l'Ermitage / Transformer Hall, Saint Petersbourg[3].
- 2011 : Close by in the distance Musée Boijmans Van Beuningen, curation Jan Debbaut, Rotterdam[4].
- 2006 : First drop Fruitmarket Gallery, Edimbourg[5].
- 2005 : Sikt Museum for modern Art, Oslo.
- 2004 : Prospect Stedelijk Museum voor Actuele Kunst, Gent[6].
- 2000 : It crossed my mind Kunsthalle Nürnberg (en).
- 1998 : Projektraum Museum Ludwig, Cologne.
- 1997 : JCJ Vanderheyden (en) /Marijke van Warmerdam Galerie van Gelder, Amsterdam.
- 1996 : Marijke van Warmerdam Wiener Secession, Wien[7].

## Expositions collectives
- 2015 : La La La Human Steps, Museum Boijmans van Beuningen, Rotterdam.
- 2014 : Expositions Monographiques, Musée d’art moderne et contemporain, Genève.
- 2013 : Horizonnen, Fries Museum (en), Leeuwarden.
- 2012 : Close by in the distance, Museu de Arte Contemporânea de Serralves, Porto.
- 2011 : Walking through..., Musée d'Art moderne Grand-Duc Jean, Luxembourg.
- 2010 : Bild für Bild / Film und Zeitgenössische Kunst – aus der Sammlung des Centre Pompidou, Museum am Ostwall/Dortmund U-Tower (en), Dortmund.
- 2007 : Deutsche Kunst von der Romantik bis zur Gegenwart, Städtische Galerie Karlsruhe (de), Karlsruhe.
- 2006 : Höhepunkte der KunstFilmBiennale Köln, Kunst-Werke Institute for Contemporary Art (en), Berlin.
- 2005 : Wings of Art – Motiv Flugzeug, Ludwig Forum für Internationale Kunst, Aachen.
- 2004 : The Ten Commandments, Deutsches Hygiene-Museum, Dresde.
- 2003 : New Acquisitions, Centre Georges Pompidou, Paris, France.
- 2002 : Iconoclash, Centre d'art et de technologie des médias de Karlsruhe, Karlsruhe.
- 2001 : The Beauty of Intimacy. Lens and Paper, Staatliche Kunsthalle Baden-Baden (de), Baden-Baden.
- 2001 : Loop, MoMA PS1, New York.
- 2000 : In Between, Expo 2000, Hanovre.
- 1997 : Documenta X, Cassel.
- 1997 : Enkel, dubbel, dwars, Musée Van Abbe, Eindhoven.
- 1997 : JCJ Vanderheyden /Marijke van Warmerdam, Galerie van Gelder, Amsterdam.
- 1995 : Biennale de Venise avec Marlene Dumas et Maria Roosen, Venise.
- 1994 : Caravanserail: Exhibition in progress, W139, Amsterdam[8].